# Rosacea limbata
Rosacea limbata is een hydroïdpoliep uit de familie Prayidae. De poliep komt uit het geslacht Rosacea. Rosacea limbata werd in 1988 voor het eerst wetenschappelijk beschreven door Pugh & Youngbluth. 